# 三氟碘甲烷
三氟碘甲烷，化學式為CF3I，被用作撲滅飛機和飛行中電子設備火災。

## 化學性質
在陽光下，或在溫度高於100°C時，三氟碘甲烷分解成有害產品氟化氫（HF），碘化氫（HI）和羰基氟（COF2）。
它含有碳，氟，碘原子。實驗表明，雖然三氟碘甲烷對臭氧消耗的潛能小於千分之一，其大氣中的壽命，不足1個月，只剩1％，但是三氟碘甲烷分解後仍會產生氟離子及碘離子，產生其他溫室氣體。因此，即使分解後，三氟很可能是一個非常有效的溫室氣體。

## 外部連結
- 三氟碘甲烷（页面存档备份，存于）